# Prefettura di Aichi
La prefettura di Aichi (愛知県?, Aichi-ken)  è una prefettura giapponese di 7.552.873 abitanti (nel 2019), con capoluogo a Nagoya. Si trova nella regione di Chūbu, sull'isola di Honshū.

## Geografia fisica
La prefettura di Aichi si trova nella parte centrale dell'isola di Honshū, sull'oceano Pacifico: si affaccia a sud sulle baie di Ise e di Mikawa.
La prefettura di Aichi confina a nord con quella di Gifu e quella di Nagano, a est con Shizuoka(静岡) e ad ovest con Mie.
Con la sua superficie di 5.153,91 km² rappresenta circa l'1,36% della superficie totale del Giappone. Il suo territorio è generalmente pianeggiante, solo nella parte orientale si trovano delle montagne. Il punto più elevato è Chasuyama, a 1415 m sul livello del mare. A sud-est si trovano due penisole, Chita e Atsumi.
È divisa in 37 città (市 shi) e 7 distretti (郡 gun), con 63 comuni. La capitale della prefettura di Aichi è la città di Nagoya, divisa in sedici quartieri amministrativi: è la quarta città del Giappone per popolazione e si trova nella parte occidentale della prefettura. Le altre città importanti sono Seto e Toyota. La parte orientale di Aichi è meno popolata densamente, ma ospita molti poli industriali.

### Città
Ci sono 37 città nella prefettura di Aichi:
- Aisai
- Ama
- Anjō
- Chiryū
- Chita
- Gamagōri
- Handa
- Hekinan
- Ichinomiya
- Inazawa
- Inuyama
- Iwakura
- Kariya
- Kasugai
- Kitanagoya
- Kiyosu
- Komaki
- Kōnan
- Miyoshi
- Nagoya (capitale)
- Nishio
- Nisshin
- Okazaki
- Ōbu
- Owariasahi
- Seto
- Shinshiro
- Tahara
- Takahama
- Tokoname
- Tōkai
- Toyoake
- Toyohashi
- Toyokawa
- Toyota
- Tsushima
- Yatomi

## Storia
Durante l'epoca feudale esistevano due province, Owari e Mikawa, molto ricche, che attirarono dei daimyō famosi: Nobunaga Oda e Hideyoshi Toyotomi nella prima, Ieyasu Tokugawa nella seconda. Nobunaga vi fondò la città di Nagoya e il suo castello.
Diventato shōgun nel 1602, Ieyasu affidò buona parte di Owari al figlio, che stabilì la propria capitale a Nagoya. Durante questo periodo, la città prosperò, anche grazie alla sua posizione strategica sulla strada Tōkaidō. Invece Mikawa venne divisa tra daimyō che avevano servito i Tokugawa prima del loro accesso allo shogunato.
Nel 1871 vennero aboliti gli han e vennero create le prefetture. Owari, riunita a Inuyama, diventa la prefettura di Nagoya; inizialmente Mikawa è divisa in dieci prefetture, poi unificate nella prefettura di Nukara. Infine nel 1872, Nagoya e Nukata vennero fuse nella prefettura di Aichi.
Nel 2005 vi si tenne un'esposizione universale, dal 25 marzo al 25 settembre, sul tema La Saggezza della Natura.

## Società

### Evoluzione demografica
Nel 2001, la popolazione era costituita per il 50,03% da uomini e per il 49,97% da donne. Tra i residenti, 139.540 cioè circa il 2% sono stranieri.
| Età     | % Popolazione | % Uomini | % Donne |
| ------- | ------------- | -------- | ------- |
| 0 - 9   | 10.21         | 10.45    | 9.96    |
| 10 - 19 | 10.75         | 11.02    | 10.48   |
| 20 - 29 | 15.23         | 15.71    | 14.75   |
| 30 - 39 | 14.81         | 15.31    | 14.30   |
| 40 - 49 | 12.21         | 12.41    | 12.01   |
| 50 - 59 | 15.22         | 15.31    | 15.12   |
| 60 - 69 | 11.31         | 11.22    | 11.41   |
| 70 - 79 | 6.76          | 6.01     | 7.52    |
| over 80 | 3.12          | 2.01     | 4.23    |
| ignoto  | 0.38          | 0.54     | 0.23    |

## Economia

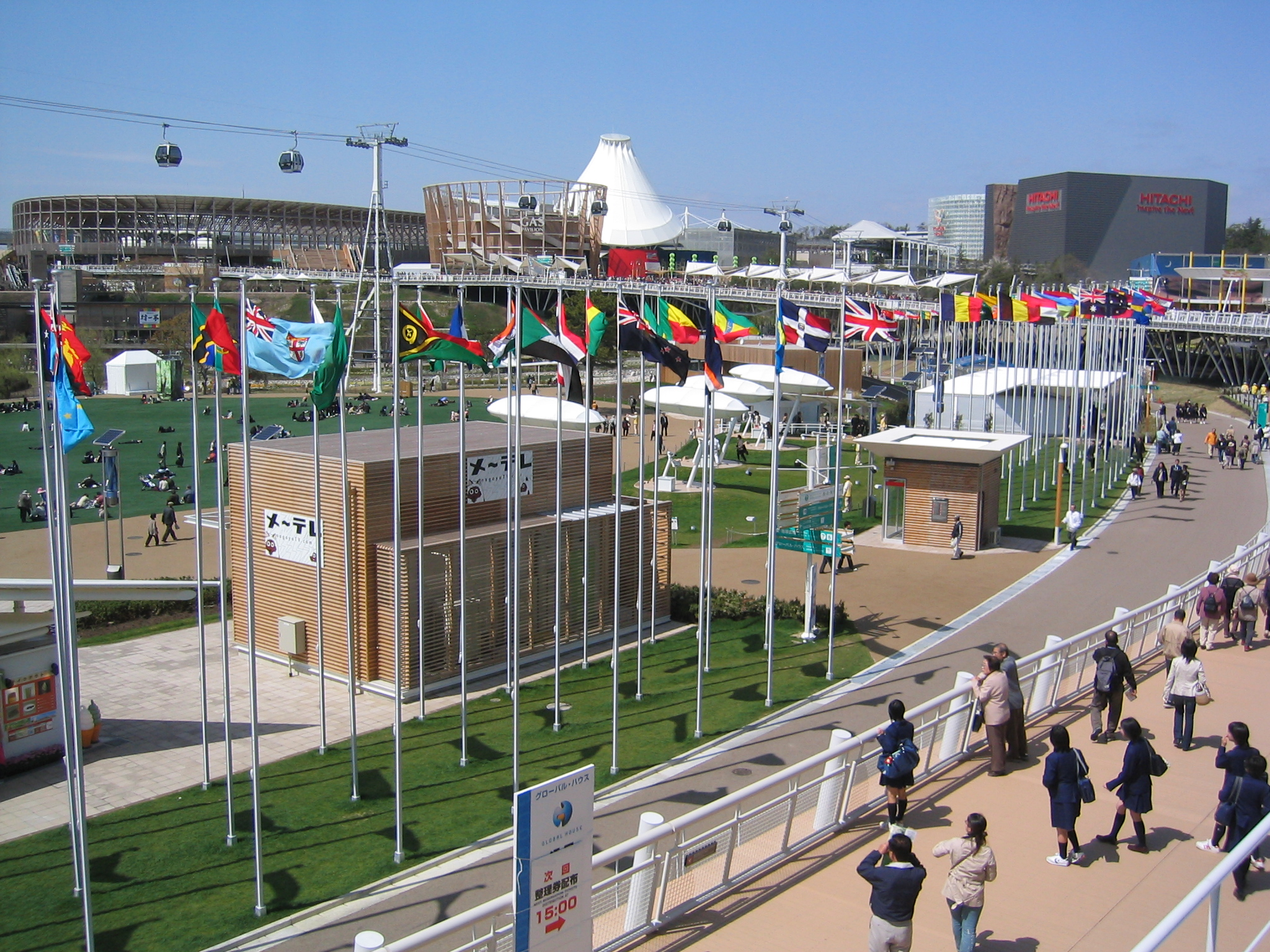
Expo 2005

La produzione industriale di Aichi è la più alta tra le prefetture giapponesi: infatti Aichi è conosciuta come il centro più importante in Giappone per la produzione automobilistica e aerospaziale.
Sono presenti le sedi principali di industrie come: Aisin Seiki, Brother Industries, Ltd., Central Japan Railway Company, Denso Corporation, Makita Corporation, Matsuzakaya, Nagoya Railroad, Nippon Sharyo, Noritake, Rinnai Corporation, Toyota Motor Corporation.
Inoltre società come Daimler Chrysler, Fuji Heavy Industries, Mitsubishi Motors, Pfizer, Sony, Suzuki, e Volkswagen hanno degli stabilimenti ad Aichi.

### Turismo

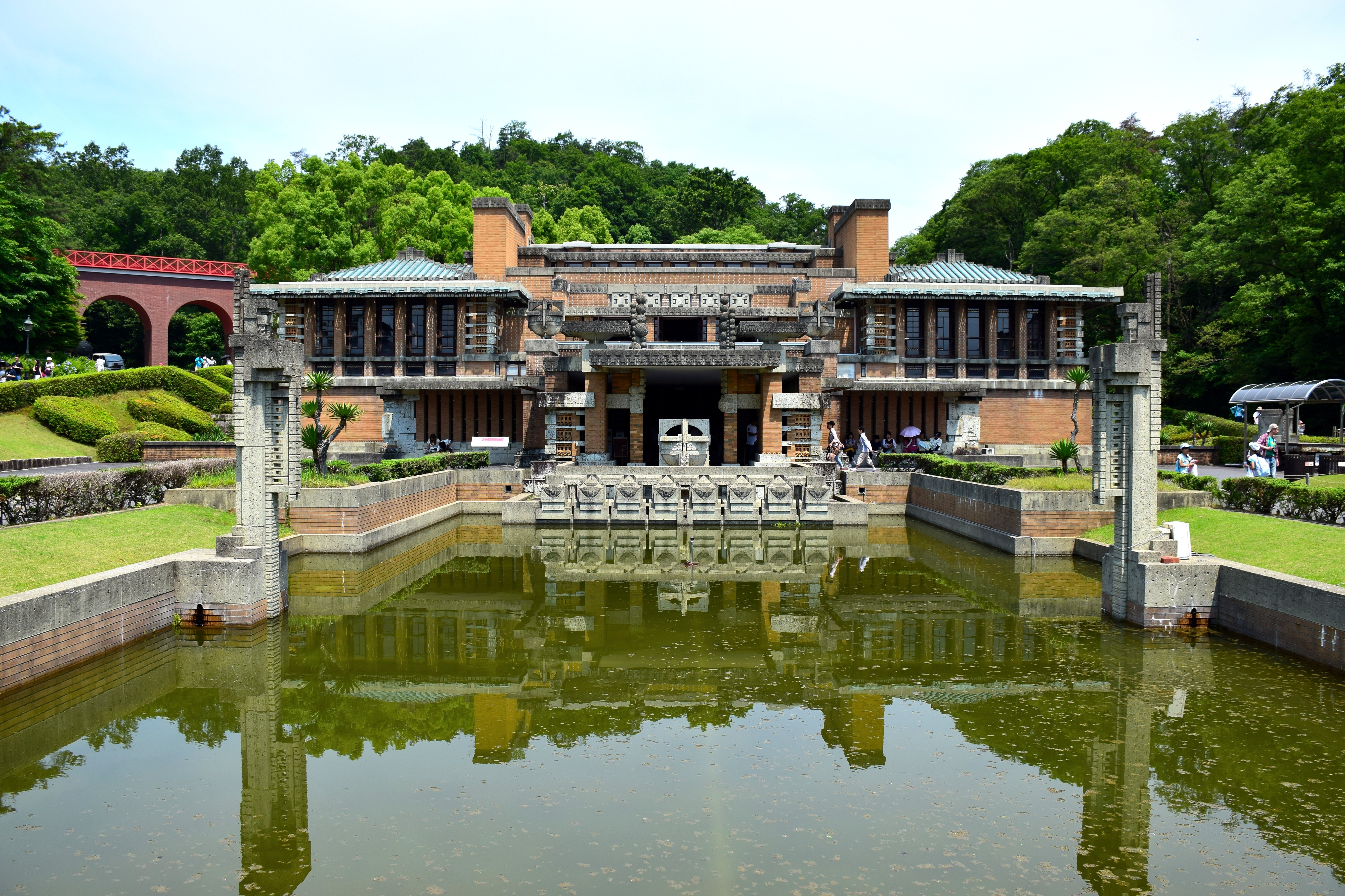
Meiji Mura a Inuyama preserva il vecchio Imperial Hotel progettato da Frank Lloyd Wright.

Tra i siti turistici notevoli di Aichi, si possono trovare:
- il museo all'aria aperta di Meiji Mura ad Inuyama, che preserva edifici storici giapponesi dell'era Meiji e Taisho, tra cui la ricostruzione dell'Imperial Hotel di Frank Lloyd Wright (che rimase a Tokyo dal 1923 al 1967);
- la torre della casa automobilistica Toyota nella città omonima;
- il parco delle scimmie a Inuyama;
- i castelli di Nagoya, Okazaki, Toyohashi e Inuyama.

Dato che Aichi si trova sulla costa orientale del Giappone, ci sono alcune viste panoramiche; oltre alla spiaggia della penisola Atsumi, non ci sono altre mete balneari significative, specialmente se paragonate a quelle della vicina prefettura di Shizuoka.
La maggior parte delle attrazioni turistiche non sono naturali, ma riguardano la storia o gli edifici della zona.